# Yoshimasa Hayashi
Yoshkmasa Hayashi (19 de enero de 1961) es un político japonés que es el Secretario Jefe del Gabinete desde diciembre de 2023. Hayashi también se desempeñó como Ministro de Relaciones Exteriores desde noviembre de 2021 hasta septiembre de 2023. Miembro del Partido Liberal Demócrata, también sirve en la Cámara de Representantes del 3er. distrito desde 2021.

## Biografía
Originario de Shimonoseki, es hijo del difunto político Yoshiro Hayashi .  Se graduó en la Universidad de Tokio y estudió en la Harvard Kennedy School de la Universidad de Harvard .
En Estados Unidos, trabajó para el representante Stephen L. Neal y el senador William V. Roth, Jr. Comenzó su carrera en Mitsui & Co. Hayashi ingresó a la política como secretario de su padre, el ministro de Finanzas , Yoshiro Hayashi . en 1992. Casi al mismo tiempo, también era miembro del personal de políticas de un senador estadounidense. Hayashi fue elegido miembro de la Cámara de Consejeros por primera vez en 1995. Representa la cuarta generación de políticos de su familia y se ha concentrado en la reforma administrativa y fiscal desde que asumió el cargo.  Es bisnieto de Akira Tawarada, fundador de Ube Industries en 1942.  </link> Esta empresa hizo un uso extensivo de mano de obra esclava de prisioneros de guerra estadounidenses y aliados en tres de sus minas de carbón en la prefectura de Yamaguchi. 
Fue nombrado miembro del Gabinete por primera vez como Ministro de Defensa el 1 de agosto de 2008.  Sin embargo, ocupó este cargo durante menos de dos meses; En el gabinete del primer ministro Taro Aso, nombrado el 24 de septiembre de 2008, Hayashi fue sustituido por Yasukazu Hamada . 
Después de que el PLD regresara al poder en las elecciones generales de diciembre de 2012, Hayashi fue nombrado como Ministro de Agricultura, Silvicultura y Pesca .  
En noviembre de 2021 fue nombrado Ministro de Asuntos Exteriores en el Segundo Gabinete de Kishida. Fue primer ministro de Asuntos Exteriores japonés en asistir a una reunión de ministros de Asuntos Exteriores de la OTAN en Bruselas en abril de 2022.  
Dejó el gabinete en la reorganización de septiembre de 2023 y se convirtió en presidente del subcomité de la Comisión Fiscal del PLD, pero en diciembre regresó al gabinete como secretario jefe del gabinete tras la dimisión de Hirokazu Matsuno .  